# Oberoende staten Kroatien
Oberoende staten Kroatien (kroatiska: Nezavisna Država Hrvatska), akronym NDH, var under andra världskriget en fascistisk och nazistisk marionettstat till Nazityskland som omfattade större delen av dagens Kroatien och Bosnien och Hercegovina samt mindre delar av dagens Slovenien och Serbien. Oberoende staten Kroatien med Zagreb som huvudstad existerade från den 10 april 1941 till maj 1945 och styrdes av den kroatiska fascistiska organisationen och partiet Ustaša med Ante Pavelić som riksföreståndare. Pavelićs titel i landet var poglavnik. 1941–1943 var staten formellt en monarki med den italienske prinsen Aimone av Aosta, i NDH kallad Tomislav II, som kung av Kroatien. I praktiken var NDH en enpartistat styrd av Ustaša och riksföreståndaren Pavelić. 
NDH upprättades på territorium som ockuperats av axelmakterna och som tidigare ingått i kungariket Jugoslavien. I enlighet med Ustašapartiets politik inleddes förföljelser och mord på serber, judar, romer och kroatiska oliktänkande. Som en del av Förintelsen upprättade Ustašaregimen förintelseläger, däribland koncentrationslägret Jasenovac, där tusentals judar, serber, romer och kroatiska oliktänkande mördades.